# ドラゴンボールZ 超サイヤ人だ孫悟空
『ドラゴンボールZ 超サイヤ人だ孫悟空』（ドラゴンボールゼット スーパーサイヤじんだそんごくう）は、1991年3月9日に公開された『ドラゴンボール』シリーズの劇場公開作第7弾である。監督は橋本光夫。
キャッチコピーは「オラ、こんな強え奴と戦えるなんてうれしいぞ。だけど、地球はおめえらの勝手にはさせネェッ!!」。
春休みの東映アニメフェアの1作品として上映された。同時上映作は『まじかる☆タルるートくん』。

## 概説
邦画配給収入13億円。本作から映画館で限定のジャンボカードダスが配布されるようになった。
時期的には「悟空がまだ超サイヤ人になっていない点から、フリーザ最終対決より前の物語と言える。ただし、この時期は悟空達はナメック星での闘いの真最中であり、これも劇場版ならではの矛盾だろう」と『DRAGON BALL大全集』には解説されている。
作中に流れた悟飯の口笛は口笛奏者・上柴はじめによるものであり、映画を観終わって劇場から出てきた子供たちが真似したというエピソードがある。この悟飯が口笛を吹くシーンは原作者の鳥山明のアイデアによるもの。なおタイトルに『超サイヤ人だ孫悟空』と銘打ってはいるが、実際に劇中で悟空が超サイヤ人化することはない。劇場版で悟空が超サイヤ人になるのは次作『ドラゴンボールZ とびっきりの最強対最強』から。なぜこのような結果になったのかはサイヤ人#擬似超サイヤ人を参照。
チチの声優は荘真由美が妊娠と出産後の育児休業のため、この作品から渡辺菜生子に変更された。

## あらすじ
全宇宙を支配しようとたくらむ悪の宇宙人スラッグが、地球を最新型惑星クルーザーとして使用するために襲来。
太陽の光を直接浴びると1時間も生きていられない種族であるスラッグ軍団の魔族は、手始めに地球の太陽光線を遮断する。悟空たちはスラッグの野望を阻止しようと闘うが、スラッグの強さはあのフリーザや超サイヤ人をも上回るかもしれないという。悟空たちとスラッグ軍団との戦いが始まる。

## 登場人物

### レギュラーキャラクター
- 孫悟空、孫悟飯 - 野沢雅子
- ピッコロ - 古川登志夫
- クリリン、ヤジロベー[5] - 田中真弓
- ブルマ - 鶴ひろみ
- チチ - 渡辺菜生子
- ウーロン - 龍田直樹
- 亀仙人 - 宮内幸平
- 神龍 - 内海賢二
- 界王 - 八奈見乗児

### ゲストキャラクター
スラッグ
声 - 屋良有作
悪の超ナメック星人であり魔族。過去にナメック星が危機に瀕した際に、スラッグ星に脱出することで生き延びた。名前も移住先のスラッグ星からとったものである。ナメック星人では極めて稀な悪の心しか持たずにそのまま成長した突然変異体。界王からは「フリーザや超サイヤ人ですら敵わないかもしれない」と称される強さをもつ。先述通り邪心しか持たない故に性格は悪逆非道そのものであり、一般クラスだけでなくたとえ幹部クラスの部下であろうとも、少しでも気に障る発言をしたり思い通りに成果を上げない部下は即処刑するなど、非常に短気で残忍である。左まぶたに傷があるのが特徴。『週刊少年ジャンプ』の特集記事では移動惑星スラッグの神であると紹介されており、ガイドブックでは「戦士タイプのナメック星人のようだ」と紹介されている。
魔族として銀河征服を企むようになり、これまで銀河のあちこちで絶対的な力を見せつけ、各惑星の人間たちを恐怖に陥れ侵略していたが、さらに手を広めるため地球を拠点としてするべく来襲。地球そのものを、惑星を乗り物に改造した「惑星クルーザー」に変えるために侵略を開始。魔族は光に弱いため太陽を忌み嫌っており、地球を暗雲を発生させる装置によって分厚い雲で覆い、太陽光を遮り寒冷化させた。
その後、侵略に抵抗する悟飯の帽子に付いていた四星球を見てドラゴンボールの存在を知り、老いた自分を若返らせて絶対的なパワーを取り戻すべくドラゴンボールを部下に収集させ、神龍を呼び出して若返りを果たす。若返ったスラッグは強大なパワーで悟空を圧倒し、巨大化や腕を伸ばす攻撃で大いに苦しめた。しかし、同じナメック星人であるピッコロが自身の弱点でもある口笛を悟飯に吹かせたことで悶絶。その間にピッコロからエネルギーを分け与えられたことでパワーアップして復活した悟空の、ピッコロの気と界王拳による全力を込めた一撃に腹部を貫かれる。最後は元の体格に戻り腕を伸ばして襲い掛かるも、太陽から元気を集めた元気玉で迎え撃たれ、暗雲を発生させる装置もろとも消し飛ばされた。
ファミリーコンピュータゲームおよびそれを原作としたOVA作品『ドラゴンボールZ外伝 サイヤ人絶滅計画』にて「サイヤ人に殺されたナメック星人」として登場。フリーザ、クウラ、ターレスと手を組み、ピッコロと再対決している。
『ドラゴンボールヒーローズ』の暗黒帝国編では、暗黒ドラゴンボールの六星球を与えられ、赤黒い紋様が胴体はおろか頭部や両肩から噴出したような突起物と化している巨人、スラッグ：ゼノへと変貌した。
「ナメック星人は口笛が弱点」という設定は、原作には登場せず、原作者の鳥山明が本作のために提案したアイデアである。顔の傷も鳥山の発案によるもの。名前の由来はナメクジの英訳スラッグ。
スラッグの手下たち
パンフレットによるとスラッグ星の原住民とされている。いずれも太陽光線に弱いため、当初はヘルメットとプロテクターを着用。アンギラやメダマッチャいわく彼らは魔族であり「太陽の光を直接浴びては一時間も生きていけない種族」とのこと。公開前のインタビューにて監督の橋本は「直属の部下4人と数千人の雑兵を引き連れて地球を襲うスケールは、今までの悪役にはないものです」と評している。アンギラ、ドロダボ、メダマッチャ、ゼエウンの名前の由来は4人の最初の2文字と星雲をもじってアンドロメダ星雲から。
アンギラ
声 - 難波圭一
美形の魔族戦士。冷静沈着で、最初はブルマを相手に丁寧語で接し「何もしなければ危害は加えない」と紳士的な対応をした。その後の悟飯たちとの戦いで、メダマッチャが悟飯、ドロダボがピッコロと戦うことになり、自分が手持ち無沙汰になったことに自嘲気味に愚痴をこぼして以降、一人称が「わたし」から「オレ」に変わり、言葉遣いも荒くなる。
地中に潜ったり、腕を伸すなど相手の不意を付く攻撃が得意。
ドロダボの敗北とともに出陣し、ピッコロに攻撃を仕掛け、メダマッチャとのコンビネーションで彼を倒す。
その後現れた悟空もメダマッチャと共に倒そうとする。しかし、逆にメダマッチャを倒され、焦りを見せつつ口からエネルギー弾を出すが、エネルギー弾を口内に押し返され死亡した。
ドロダボ
声 - 郷里大輔
爬虫類のような肌質の太った人型で、背中に翼がある巨漢の魔族戦士。語尾に「ダボ」と付けて喋る。戦闘能力は高く、巨体からのパワーとそれに似合わないスピードでピッコロに挑むも、まるで歯が立たずに片腕を折られて追い詰められ、不意打ちを狙うがあっさり見抜かれる。最後は媚びて手を組まないかと申し出るが、頭をエネルギー波で吹き飛ばされ死亡した。
メダマッチャ
声 - 堀之紀
小柄な体にエネルギー弾の連射が得意な魔族戦士。「ケケッ」と笑うのが口癖。自分の体から分身のコメダマッチャを生み出し、パワーを吸い取る技を使う。悟飯を大いに苦しめ、彼を庇ったピッコロもそのままアンギラとのコンビネーションで倒した。直後に現れた悟空のパワーも吸収しようと襲い掛かるが全く効かず、拳による一撃で倒された。
ゼエウン
声 - 戸谷公次
手下たちの中では最も巨漢で、凶暴な性格の魔族戦士。『週刊少年ジャンプ』などの特集記事では「かなりの使い手」と紹介されるが、本編では「スラッグ様ももうお歳だ」と口を滑らせたことで、実力を披露することなくスラッグに処刑された。
なおニンテンドー3DSゲーム『ドラゴンボールヒーローズ アルティメットミッション』ではスラッグに処刑されず地球に他の部下と襲来した。ドロダボと共にピッコロに勝負を挑むが倒された。
カクージャ&ギョーシュ
声 - 飯塚昭三（カクージャ）
戦闘員ではなく、スラッグ軍団の技術者たち。戦闘能力は『週刊少年ジャンプ』などの特集記事では「ほとんど皆無」と紹介され、いずれも同じような容姿をしている。地球を惑星クルーザーに改造することに着手し、ギョーシュは改造に必要な日数が10日と言ったことがスラッグの気に障って抹殺されるが、カクージャは怯えながらも3日と答えたことで何とか助かっている。最後はスラッグと悟空の戦いによって宇宙船ごと巻き添えを受けて死亡した。
カクージャの名前の由来は学者から。
一般兵
声 - 里内信夫、緑川光、中尾みち雄
全員魔族。数千人存在する。スラッグの地球侵略を宣言し、手から気功波を撃って地球人を攻撃するが、駆けつけた悟飯や助けに出たチチに倒された。その後の戦いでは、人海戦術で悟飯を追い詰めるが、ピッコロの登場やアンギラたち幹部の出陣、幹部が倒されたことで宇宙船に逃げ帰るが、直後スラッグによって処刑された。船内にいた生き残りもスラッグの巨体に宇宙船ごと押し潰され全滅した。
ハイヤードラゴン
声 - 龍田直樹
前作『ドラゴンボールZ 地球まるごと超決戦』で助けられ、悟飯に懐いている小型のドラゴン。悟飯の口笛にあわせて踊った。これがスラッグ戦の突破口を切り開くこととなった。
詳細はハイヤードラゴンを参照

## スタッフ
- 製作総指揮 - 今田智憲、小島民雄
- 原作 - 鳥山明
- 企画 - 森下孝三、清水賢治、週刊少年ジャンプ
- 製作担当 - 鳥本武
- 脚本 - 小山高生
- 音楽 - 菊池俊輔
- 撮影監督 - 坂西勝
- 編集 - 福光伸一
- 録音 - 二宮健治
- 美術監督 - 吉田智子、佐貫利勝
- キャラクターデザイン・作画監修 - 前田実
- 作画監督 - 中鶴勝祥、佐藤正樹
- 監督 - 橋本光夫
- 原画 - 海老沢幸男、山室直儀、石浜まさし、北爪宏幸 他
- 口笛奏者 - 上柴はじめ
- 宣伝協力 - フジテレビ

## 主題歌
オープニングテーマ - 「CHA-LA HEAD-CHA-LA」
作詞 - 森雪之丞 / 作曲 - 清岡千穂 / 編曲 - 山本健司 / 歌 - 影山ヒロノブ
エンディングテーマ - 「「ヤ」なことには元気玉!!」
作詞 - 佐藤大 / 作曲 - 清岡千穂 / 編曲 - 山本健司 / 歌 - 影山ヒロノブ
INテーマ - 「口笛の気持ち」
作詞 - 佐藤大 / 作曲 - 池毅 / 編曲 - 山本健司 / 歌 - 上柴はじめ

## 映像ソフト
いずれも東映ビデオより発売。
- VHS
1991年11月8日に発売。
- DVD
  - DRAGON BALL 劇場版 DVDBOX DRAGON BOX THE MOVIES
2006年4月14日発売。
  - DRAGON BALL THE MOVIES #04 ドラゴンボールZ 超サイヤ人だ孫悟空
2008年10月10日発売。
- Blu-ray
  - DRAGON BALL THE MOVIES Blu‐ray ♯02
2018年11月2日発売。

## 関連書籍
- ジャンプ・アニメコミックス ドラゴンボールZ 超サイヤ人だ孫悟空 - 集英社、1994年3月23日、ISBN 4-8342-1191-6

## 受賞歴
- 第9回ゴールデングロス賞優秀銀賞[11]